# Rodica Radian-Gordon
Rodica Radian-Gordon (Bucarest, 10 de julio de 1957) es una diplomática israelí. Entre septiembre de 2019 y mayo de 2022 fue la embajadora hebrea, con acreditación no residente en Andorra. Tras una primera crisis diplomática en noviembre de 2023, Israel la llamó a consultas tras el reconocimiento de Palestina por parte del Gobierno de Pedro Sánchez. Con anterioridad, también fue embajadora en México y no residente en Bahamas (2010-2015) y Rumania (2003-2007).

## Biografía
A principios de la década de 1960, la familia de Radian-Gordon decidió abandonar Rumania. Sin embargo, debido a obstáculos burocráticos, sólo pudieron emigrar a Israel en 1963, donde se establecieron en Tel Aviv. Radian-Gordon es doctora en Bioquímica por la Universidad Hebrea de Jerusalén (1987), tiene un máster en Estudios de Seguridad Nacional por la Universidad de Haifa (2001) y asistió a la Escuela Harvard Kennedy como parte del Programa Wexner Leaders Senior.
De 1991 a 1993 asistió a la Academia Diplomática del Ministerio de Asuntos Exteriores de Israel en Jerusalén. Luego trabajó como segunda secretaria en la Embajada de Israel en Varsovia de 1993 a 1996 y como primera secretaria en la Misión de Israel ante la Comunidad Europea en Bruselas de 1996 a 1999. Después de varios cargos en el Ministerio de Asuntos Exteriores de Israel, se convirtió en embajadora de Israel en su país natal en 2003. Radian-Gordon permaneció en Rumanía hasta 2007. De agosto de 2010 a 2015 fue embajadora de Israel en México y embajadora no residente en las Bahamas.

### Embajadora en España
En el verano de 2018 fue nombrada embajadora en España, presentando sus credenciales ante el rey Felipe VI el 27 de noviembre de 2019.
En febrero de 2023, mientras daba una conferencia a estudiantes de la Universidad Complutense de Madrid, con motivo del 30.º aniversario de los Acuerdos de Oslo, protagonizó un enfrentamiento contra activistas propalestinos del Boicot, Desinversiones y Sanciones que obligó a interrumpir su conferencia. Cuando fue apartada por los miembros de seguridad, uno de sus guardaespaldas llegó a apuntar con un arma a los manifestantes.

#### Crisis diplomática
El Ministerio de Asuntos Exteriores español convocó a la embajadora el 24 de noviembre de 2023 para pedir explicaciones por la «reprimenda» que recibió la homóloga española en Israel, Ana Salomón, por parte de Benjamin Netanyahu. El primer ministro afeó las declaraciones del presidente del Gobierno español, Pedro Sánchez, quien, de visita oficial en el país, pidió al estado hebreo cumplir con el Derecho Internacional. La respuesta a los atentados de Hamás, según el mandatario español, no podía implicar la muerte de miles de niños por parte de las Fuerzas de Defensa de Israel. Dicha misiva fue interpretada por Tel Aviv como un apoyo al terrorismo de Hamás. El Ejecutivo de Netanyahu ordenó su retirada como embajadora el 30 de noviembre de ese año, regresando a Tel Aviv, agravando el episodio de crisis diplomática entre ambos estados.
A comienzos de 2024, la Cancillería israelí confirmaba el restablecimiento de las relaciones diplomáticas con España, resolviéndose la crisis bilateral, con el consecuente regreso de Radian-Gordon a Madrid el 8 de enero tras «la mejoría de los mensajes del Gobierno de España y la importancia de las relaciones entre Israel y España», afirmaban en un comunicado.
El miércoles 22 de mayo, después de que el presidente Pedro Sánchez confirmara que España, en una acción conjunta junto a Irlanda y Noruega, aprobaría el reconocimiento del Estado de Palestina, fue llamada a consultas, en una acción diplomática brusca que fue tildada por el Ministerio de Relaciones Exteriores israelí como una acción que se traduce en «conceder una medalla de oro a los asesinos de Hamás». Además de esta acción, el ejecutivo de Netanyahu planteó convocar a los embajadores de los tres países europeos a «una conversación de amonestación durante la que verán un vídeo de los crímenes de Hamás [...] en el que les mostraremos qué tan retorcidas son las decisiones que tomaron sus gobiernos».

## Vida personal
Radian-Gordon está casada y tiene tres hijos.